# 芒萼凤仙花
芒萼凤仙花（学名：Impatiens atherosepala）为凤仙花科凤仙花属下的一个种。

## 扩展阅读
維基物種上的相關：芒萼凤仙花